# رودکی
ابوعبدالله جعفر بن محمد بن حکیم بن عبدالرحمن بن آدم (حوالی ۸۵۸ – ۹۴۰/۴۱) متخلص به رودَکی (فارسی تاجیکی: Рӯдакӣ)، شاعر، خواننده و موسیقی‌دانی بود که به‌عنوان نخستین شاعر برجسته‌ای که به زبان فارسی نو سرود شناخته می‌شود. او که شاعر دربار سامانیان بود، بنا بر گزارش‌ها بیش از ۱۸۰٬۰۰۰ بیت شعر سروده، اما تنها بخش کوچکی از آثار او به جا مانده است؛ از جمله قسمت‌هایی از نسخه منظومه کلیله و دمنه که مجموعه‌ایست از حکایات هندی.
رودکی در روستای بَنُج (واقع در منطقهٔ کنونی رودک) به دنیا آمد. بخش مهمی از دوران کاری خود را در دربار سامانیان گذراند. اطلاعات زندگی‌نامه‌ای او را به امیر سامانی، نصر دوم (حکومت: ۹۱۴–۹۴۳)، پیوند می‌دهد، اما ممکن است او پیش از آن نیز در زمان امیر پیش از نصر، احمد سامانی (حکومت: ۹۰۷–۹۱۴)، به دربار پیوسته باشد.
موفقیت رودکی تا حد زیادی به‌سبب حمایت حامی اصلی‌اش، وزیر ابوالفضل بلعمی (درگذشته ۹۴۰) بود، که نقش مهمی در شکوفایی ادبیات فارسی نو در قرن دهم داشت. پس از سقوط بلعمی در سال ۹۳۷، دوران کار رودکی رو به زوال رفت و سرانجام از دربار اخراج شد. او آخرین سال‌های زندگی خود را در فقر سپری کرد و در زادگاهش نابینا و تنها درگذشت.
در ایران، رودکی به‌عنوان «بنیان‌گذار شعر فارسی نو» شناخته می‌شود و در تاجیکستان به‌عنوان «پدر ادبیات تاجیک» مورد تقدیر قرار می‌گیرد. رودکی را نخستین شاعر بزرگ پارسی‌گوی و پدر شعر پارسی می‌دانند به این دلیل که تا پیش از وی کسی دیوان شعر نداشته است و این از نوشته‌های ایرانی عربی‌نویسِ هم‌عصرِ رودکی — ابوحاتم رازی — مسجل می‌شود.ریچارد فرای باور دارد که رودکی در تغییر خط از خط پهلوی به خط فارسی نقش داشته است. از تمام آثار رودکی که گفته می‌شود بیش از یک میلیون و سیصد هزار بیت و نیز شش مثنوی بوده، تنها ابیاتی پراکنده به همراه چند قصیده، غزل و رباعی باقی مانده است. تعداد ابیات باقی‌مانده از رودکی را ۱۰۴۷ بیت گزارش می‌کنند. درونمایه اشعار رودکی باور به ناپایداری و بی‌وفایی جهان، اندیشهٔ غنیمت‌شمردن فرصت، شادی و شادنوشی است.

## زندگی و مرگ
او در روستایی به‌نام بَنُج رودک (پنجکنت در تاجیکستان امروزی) در ناحیهٔ رودَکی در نزدیکی نَخشَب و سمرقند به دنیا آمد. رودکی در دربار امیر نصر سامانی بسیار محبوب شد و ثروت بسیاری به دست آورد. می‌گویند رودکی حدود یک صدهزار بیت شعر سروده است و در موسیقی، ترجمه و آواز نیز دستی داشته است.

رودکی در سه سال پایانی عمر مورد بی‌مهری امرا قرار گرفته بود. او در اواخر عمر به زادگاهش بُنَج رودک بازگشت و در همان‌جا به سال ۳۲۹ هجری (۹۴۱ میلادی) در گذشت.
او مدح‌کنندهٔ امیر سعید نصر بن احمد اسماعیل (۳۰۱–۳۳۱ هجری) امیر سامانی، ابوجعفر احمد بن محمد بن خلف بن لیث یا بانویه امیر صفاری (۳۱۱–۳۵۲ هجری)، ماکان پسر کاکی سردار دیلمی و خواجه ابوالفضل بلعمی وزیر سامانیان — که رودکی را به نظم کلیله و دمنه انگیزاند — بوده است. دربارهٔ صله‌های گرانی که او از ماکان گرفت خود چنین سرود:
| بداد میرِ خراسانش چل هزار درم |  | وز او فزونی یک‌پنجِ میرِ ماکان بود |

رودکی فرزندی به نام عبدالله داشته است که در بیشتر تذکره‌ها پیش از نام خودش می‌آمده و از این رو به ابوعبدالله معروف شده بود.

## فعالیت رودکی در شعر

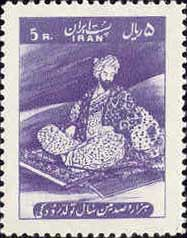
تمبر یادبود رودکی در هزار و صدمین سال زادروز وی

رودکی در بسیاری از موارد از اولین‌ها در ادبیات پارسی است. او آثار بسیاری را خلق نمود که متأسفانه جز پاره‌ای از آن‌ها به دستمان نرسیده است. شمس قیس رازی در کتاب المعجم فی معاییر اشعار عجم خود رودکی را آفرینندهٔ رباعی دانسته و آغاز شاعری رودکی را از آنجا می‌داند که وی صدای شادی کودکی که در حال گردوبازی کردن بود را می‌شنود که از فرط شادی بابت هنر بازی خود زبان شاعری وی گشوده شده و با کلامی آهنگین می‌گوید: «غلتان غلتان همی رود تا بن گو». دولتشاه سمرقندی (قرن نهم) در تذکرهٔ معروف خود آن کودک را پسر یعقوب لیث سر سلسلهٔ صفاریان می‌داند؛ و شاعر با شنیدن آهنگ این کلام تحت تأثیر قرار گرفته و به خانه می‌رود و بر همان وزن به شاعری می‌پردازد؛ و از آنجا که اشعارش در دوبیت بودند به رباعی معروف می‌شوند. به هر حال او را مبتکر قالب رباعی دانسته‌اند.

### موسیقی و رودکی
در تذکره‌ها آمده رودکی چنگنواز بوده است. می‌گویند توان و چیرگی رودکی در شعر و موسیقی به اندازه‌ای بوده است که نیروی افسونگری شعر و نوازندگی وی در ابونصر سامانی چنان تأثیر گذاشت که وی پس از شنیدن شعر «بوی جوی مولیان» بدون کفش، هرات را به مقصد بخارا ترک کرد. این داستان که در کتاب چهار مقاله از نظامی عروضی آمده است بر این قرار است که امیرنصر سامانی (یا امیری دیگر) از بخارا به هرات می‌رود و دلبستهٔ هوای هرات می‌شود. بازگشت به بخارا را چنان فصل به فصل عقب می‌اندازد که مدت چهار سال او و ملازمانش در هرات می‌مانند. لشکریانش که دل‌تنگِ بخارا شده بودند به رودکی که در آن زمان نزد امیرمحتشم و مقبول القول بود روی آورده و به او گفتند اگر هنری بورزد و شاه را به بازگشت به بخارا ترغیب کند پنجاه هزار درم به او پاداش می‌دهند. رودکی نیز می‌دانست در این هوای لطیف نثر کارگر نیست و باید چیزی بسراید و بنوازد که از هوای هرات لطیف‌تر باشد. از این رو قصیده ای می‌سراید و هنگامی که امیر سامانی صبوحی کرده بود، چنگ نواخته و آن تصنیف را با آواز می‌خواند؛ و امیر چنان تحت تأثیر قرار می‌گیرد که بدون آنکه کفش را در پایش کند سوار بر اسب می‌شود و مستقیم به سوی بخارا می‌تازد؛ و نقل است که کفش‌هایش را تا دو فرسنگ دنبال او می‌بردند؛ و رودکی پنجاه هزار درم از لشکریان می‌گیرد. البته در صحیح بودن روایات تاریخی چهارمقالهٔ نظامی عروضی تشکیک است. آن قصیده اینگونه است:
| بوی جوی مولیان آید همی     |  | یاد یار مهربان آید همی    |
| ریگ آموی و درُشتی‌های او     |  | زیرپایم پرنیان آید همی    |
| آب جیحون از نشاط روی دوست  |  | خنگ ما را تا میان آید همی |
| ای بخارا، شاد باش و دیر زی |  | میر زی تو شادمان آید همی  |
| میر سرو است و بخارا بوستان |  | سرو سوی بوستان آید همی    |
| میر ماه ست و بخارا آسمان   |  | ماه سوی آسمان آید همی     |

او برای سروده‌های آهنگین خود یک راوی داشته که نامش احتمالاً مج یا ماج که اشعار رودکی را با صدای خوش می‌خوانده است. خود رودکی در شعر خود از او به نام مج یاد می‌کند. اما فرهنگ انجمن آرای ناصری نام او را ماج ثبت کرده است.

## ویژگی‌های سروده‌ها

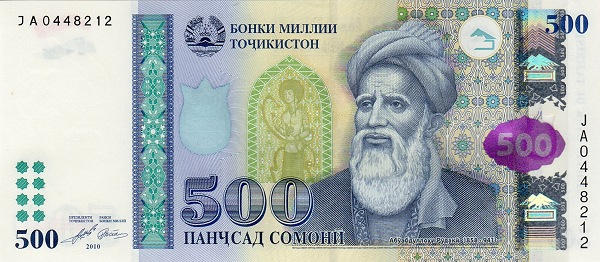
اسکناس سامانی تاجیکستان منقش به تصویر رودکی

سبک شعری رودکی، سبک غالب آن روزگار یعنی سبک خراسانی است. ویژگی‌های سبک خراسانی در شعر رودکی نمود کامل و جامعی دارد و به همین دلیل می‌توان او را نمایندهٔ تام و تمام این سبک از شعر فارسی دانست.
اگرچه سروده‌های وی در دایرهٔ ادبیات غنایی و بعضاً تعلیمی جای می‌گیرد، اما اندکی تأمل در شعر او نشان می‌دهد که وی از داستان‌ها و موضوعات حماسی، به خوبی آگاهی داشته و با استادی و مهارت تمام توانسته این مسئله را در شعر خود بازتاب دهد. جدا از این، شعر رودکی نشان‌دهندهٔ فضا و حال و هوای حماسی است که بر جامعهٔ آن روزگار سایه افکنده بود. رودکی اغلب در توصیفات غنایی از عنصر حماسه بهره برده و بدین وسیله به شعر خود صلابت و فخامت ویژه‌ای بخشیده است.
یکی از مهارت‌های او کاربرد صور خیال، از جمله تشبیه و استعاره در اشعار است، تصاویری که رودکی در اشعارش به کار برده، بر عکس شعرای دیگر سبک خراسانی، متحرک و جاندار است. در میان تصویرهای گوناگون، تشبیه مهم‌ترین آرایه در شعرهای رودکی به‌شمار می‌آید. با بررسی‌هایی که از سرودهایش به عمل آمده، اکثر تشبیهات او از نوع حسی به حسی و عقلی به حسی‌اند که در انواع مختلف آن، از جمله: تشبیه مضمر، تفضیل و… به کار رفته است.
مفاخره یا خودستایی از مضامین رایج در شعر فارسی است. رودکی سمرقندی نیز از این موضوع بهره برده است. او گاه به شعر خود می‌بالد و گاه به امور دیگری که در این مقاله تحت عنوان مفاخرات غیر شعری بررسی شده است. در ستایش شعر خود، او بر خصایصی چون اعتدال کلام، محتوای اشعار، تأثیر و قبول آن و شهرت و فراگیر شدنش تأکید می‌کند. در این دسته مفاخرات او بیشتر درصدد جلب توجه ممدوح و رقابت و منافست با دیگر شاعران است.
در مفاخرات غیرشعری او به صفات و ویژگی‌ها و شرایطی که به‌ویژه در ایام جوانی از آن بهره‌مند بوده اشاره می‌کند و به آن‌ها می‌بالد.
منطقه‌ای که رودکی در آن زاده شد و زیست در دوره‌های پیشین منطقه‌ای سُغدی‌زبان بود و تأثیر این زبان بر فارسی دوره‌های اولیه، یعنی فارسی دوره رودکی هنوز نمایان بود. برآورد می‌شود که در سروده‌های باقی‌مانده از رودکی در حدود ۸۰ واژه سغدی به‌کار رفته است.

## آثار

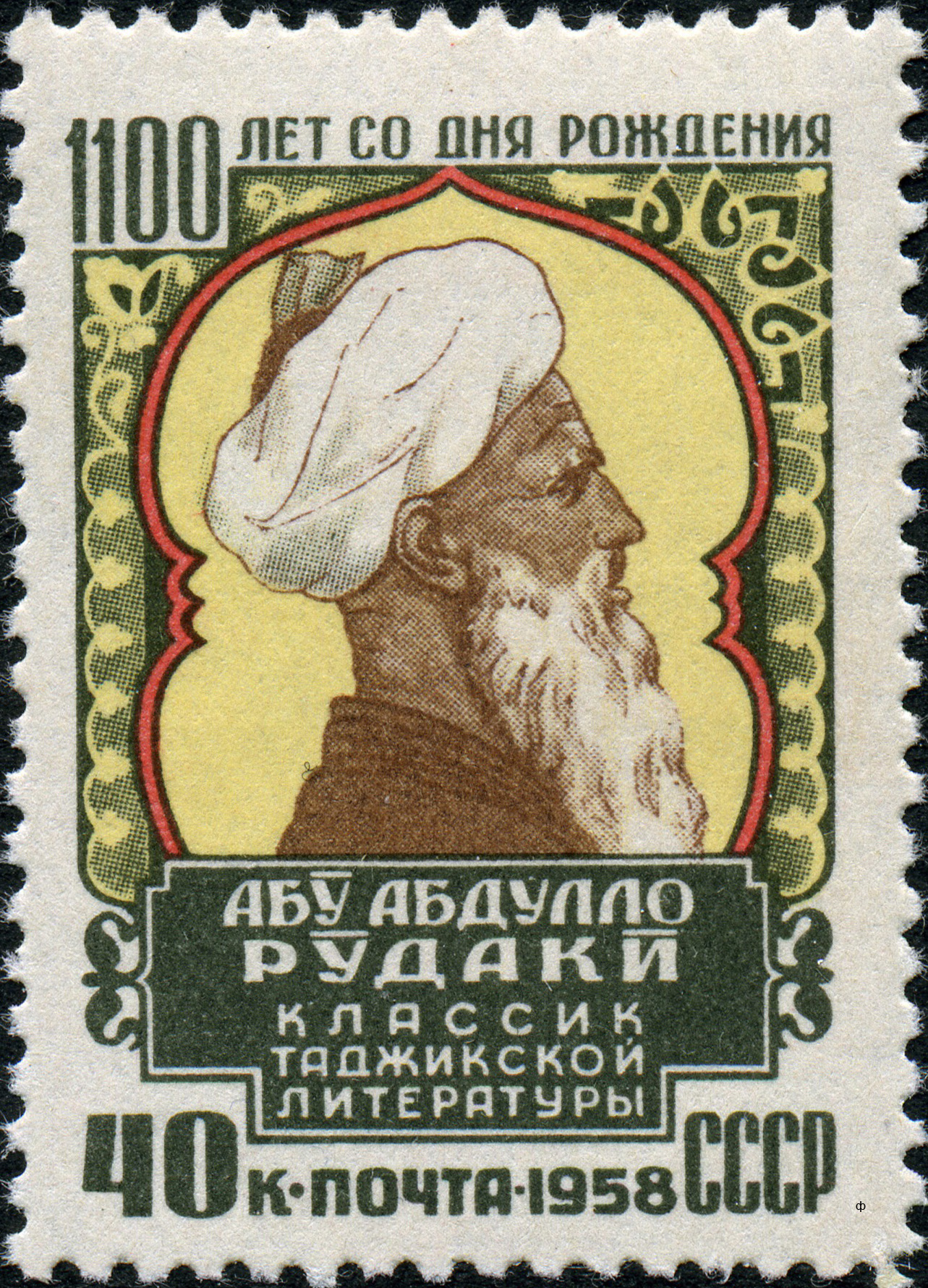
شوروی در سال ۱۹۵۸ میلادی تمبری با عنوان «۱۱۰۰مین سالگرد تولد ابوعبدالله رودکی، ادبیات کلاسیک تاجیک» منتشر کرد.

رودکی با وجود تقدم نسبت به شاعران بزرگ ایران زمین از پرکارترین‌ها نیز به‌شمار می‌رود. ابیات او در گزارش‌های رشیدی سمرقندی، جامی در بهارستان، نجاتی و شیخ منینی و مؤلفان «حبیب السیر» و «زینت المجالس» و «مفتاح التواریخ» در همه و همه تعداد ابیات رودکی بیش از یک میلیون محاسبه کرده‌اند که آمار ارائه‌شده اندکی در شمار با هم متفاوت است.

### کلیله و دمنه
مهم‌ترین اثر او کلیله و دمنه منظوم است. جز آن سه مثنوی از او به ما رسیده و از بقیه اشعارش جز اندکی باقی نمانده است. کلیله و دمنه در اصل کتابی است هندی که در دورهٔ ساسانیان به دستور بزرگمهر و به‌دست برزویه به پارسی میانه ترجمه شد؛ و داستانی است رازآلود از زبان حیوانات. روزبه دادویه مشهور به ابن مقفع پس از اسلام آن را به عربی برگرداند و همان اثر ابن مقفع یا متن پهلوی به‌دست رودکی به شعر فارسی درآمد. نصرالله منشی از معاصران بهرامشاه غزنوی نیز در سدهٔ ششم ترجمه ابن مقفع را به نثر پارسی کشید. داستان منظوم شدن کلیله و دمنه توسط رودکی در شاهنامه نیز منقول است. شیخ بهایی در کتاب کشکول خود آورده که منظومهٔ کلیله و دمنه رودکی دربردارندهٔ ۱۲ هزار بیت بوده است. اینک نمونه‌ای از ابیات به‌جامانده از منظومهٔ کلیله و دمنه:
| دمنه را گفتا که تا این بانگ چیست |  | با نهیب و سهم این آوای کیست؟ |
| دمنه گفت اورا: جز این آوا دگر    |  | کار تو نه هست و سهمی بیشتر   |
| آب هرچه بیشتر نیرو کند           |  | بند ورغ سست بوده بفگند       |
| دل گسسته داری از بانگ بلند       |  | رنجکی باشدت و آواز بلند      |

### سندبادنامه
از دیگر آثار رودکی می‌توان به سندبادنامه اشاره کرد. اثر سندبادنامه هم از اصلی هندی بوده که از عصر ساسانیان به ایران شده و از ایران به ادبیات عرب و اروپا راه یافته است. سندبادنامه در دورهٔ سامانیان به فرمان نوح بن نصر سامانی به فارسی ترجمه شد. هم‌اکنون تنها یک سندبادنامه در دست داریم که تهذیب کاتب سمرقندی، و اصل آن نوشتهٔ ابوالفوارس قنازری است. مطابق پژوهش‌های پاول هرن، شرق‌شناس مشهور آلمانی، مربوط به سندبادنامهٔ رودکی است:
| آن گرنج و آن شکر برداشت پاک   |  | وندر آن دستار آن زن بست خاک |
| آن زن از دکان فرود آمد چو باد |  | پس فلرزنگش به‌دست اندر نهاد  |

یا این بیت:
| تا به خانه برد زن را با دلام |  | شادمانه زن نشست و شادکام |

### اشعار غنایی
عمدهٔ اشعار غنایی رودکی را غزلها و رباعیهای وی تشکیل می‌دهند. این اشعار که برپایهٔ دم‌غنیمت‌شمری و خوشی و گذران زندگی و معاشقه استوار است شباهت زیادی با اشعار هوراس و آناکرئون و ابونواس دارد و در حقیقت تجدیدگر راهی‌ست که از اپیکور آغاز شده در ایران به رودکی رسیده و از همین راه به دست خیام و حافظ سپرده شده است. خمریات او بسیار شبیه به خمریات ابونواس است. در این‌گونه خمریات و نیز در اوصاف طبیعت و زیبایی‌های جهان او بسیار موفق عمل نموده که این موفقیت را در تأثیر بر متأخرین می‌توان جست. علت اصلی موفقیتش را می‌توان در ذوق بالا در تصویرسازی و تشبیهات دقیق و لطیف دانست. همین تشبیهات و جلوه‌های رنگارنگ و گوناگون طبیعت در شعر رودکی راه را برای شاعرانی مانند منوچهری دامغانی در وصف طبیعت گشود. یک مورد از خمریات معروف رودکی بدین قرار است:
| بیار آن می که پنداری روان یاقوت نابستی |  | و یا چون برکشیده ابر پیش آفتابستی   |
| سحابستی قدح گویی و می‌قطرهٔ سحابستی      |  | طرب گویی که اندر دل دعای مستجابستی  |
| اگر می‌نیستی یکسر همه دل‌ها خرابستی      |  | اگر در کالبد جان را ندیدستی شرابستی |

### مدایح
اولین مدیحه در پارسی ظاهراً در سیستان به وسیلهٔ محمد سگزی و بسام کرد سروده شد؛ که در مدح یعقوب لیث بود. رودکی نیز مانند غالب شعرا شاعری درباری بود و درمدح و تکریم شاهان و فضلا بیت می‌سرود. مدایح او غالباً به صورت قصیدهاند. گاهی تنها در پایان قصیده چند بیت در مدح کسی نیز گفته و اضافه می‌شود و گاهی نیز قصاید بلندبالایی در مدح بزرگان در اشعار او دیده می‌شود. مهم‌ترین و معروف‌ترین مدیحهٔ او در مدح ابوجعفر احمد بن محمد امیر سیستان است و با این مطلع آغاز می‌شود (مادر می‌را بکرد باید قربان/بچهٔ اورا گرفت و کرد به دندان). او بجز مدایح، مراثی و هجویاتی نیز دارد که البته تعدادشان چندان زیاد نیست. او در مدح بسیار میانه‌رو بوده و اثری از تملق و چاپلوسی در مدحیاتش نمی‌توان یافت. از مراثی معروف او نیز دو مورد که برای شهید بلخی و خواجه مرادی سروده شده است شهرت دارد.
در شعر رودکی پند و اندرز و سخنان حکیمانه نیز به وفور یافت می‌شود که همین گونه در شعر کسایی مروزی و فردوسی و ناصرخسرو نیز آمده است. بیشتر پند و اندرزهای رودکی اخلاقی و در باب هوشیاری و هشدار است که خواننده را به پندگیری و عبرت آموزی از جهان وامی‌دارد:
| زمانه پندی آزادوار داد مرا         |  | زمانه را چو نکو بنگری همه پند است    |
| به روز نیک کسان گفت تا که غم نخوری |  | بسا کسا که به روز تو آرزومند است     |
| زمانه گفت مرا: خشم خویش دار نگاه   |  | کرا زبان نه به بند است پای دربند است |

## نابینایی رودکی
برخی از نویسندگان همانند محمد عوفی در لباب‌الالباب رودکی را کور بدو تولد دانسته‌اند، همچنین قدیمی‌ترین منبع، رودکی را اکمه (کور مادرزاد) خوانده است. ولی برخی تنها از نابینایی او سخن گفته‌اند، چنان‌که ابوزراعه گرگانی می‌گوید:
| اگر به کوری چشم او بیافت گیتی را |  | ز بهر گیتی من کور بود نتوانم |

و نیز دقیقی می‌گوید:
| استاد شهید زنده بایستی |  | وان شاعر تیره‌چشم روشن‌بین |

و فردوسی نیز آنجا که از نظم کلیله و دمنه سخن می‌گوید نابینایی رودکی را می‌نمایاند:
| گزارنده را پیش بنشاندند |  | همه نامه بر رودکی خواندند |

و ناصر خسرو می‌گوید:
| اشعار زهد و پند بسی گفته‌ست |  | آن تیره‌چشم شاعر روشن‌بین |

با این همه برخی هیچ سخنی از کوری او نمی‌گویند مانند سمعانی در الانساب یا نظامی عروضی در چهار مقاله و نیز در کتاب تاریخ سیستان. از دیگر سو شعرهایی نیز از رودکی به‌جامانده که او را بینا می‌نمایاند:
| همیشه چشمم زی زلفکان چابک بود |  | همیشه گوشم زی مردم سخندان بود |

یا
| چادرکی رنگین دیدم بر او |  | رنگ بسی گونه بر آن چادرا |

یا در جایی طبیعت بهار را این‌گونه توصیف می‌نماید و سخت است که این ابیات را از شاعری نابینا بدانیم
| لاله میان کشت بخندد همی ز دور |  | چون پنجهٔ عروس به حنّا شده خضیب   |
| نفاط برق روشن و تندرش طبل زن  |  | دیدم هزار خیل و ندیدم چنین مهیب |

یا در جایی نقش و نگار و رنگارنگی طبیعت را به کتاب ارژنگ اثر مانی پیامبر ایران باستان مانند می‌کند. مانی پسر پاتگ همدانی کتابی نوشته بود که متأسفانه در دست نیست و آن سراسر مانند دیگر آثار مانویان پر دارای حاشیهٔ منقش بوده است. ربط دادن تصاویر ملون و رنگارنگ روی صفحهٔ کتاب به طبیعت بهاری برای کسی که تاکنون آن را ندیده است حتی بر اثر آموزش نیز دور از تصور است:
| اکنون ز بهار مانوی طبع |  | پر نقش و نگار همچو ژنگست |

با توجه به این اشعار و اشعار دیگری که رودکی به تصریح از فعل «دیدن» استفاده کرده است، اندیشمندان فارسی بر این نظر هستند که نوشته محمود بن عمر نجاتی نویسنده کتاب بساتین‌الفضلاء را که در ۷۰۹ (قمری) نوشته شده درست می‌انگارد که چنین می‌گوید: «رودکی در پایان عمر کور شده است.»، ولی با این حال بدیع الزمان فروزانفر با مقایسه بین رودکی و بشار بن برد، شاعر نابینای شعوبی و عربی‌گوی، اعتقاد دارد که اشعار ذکر شده از او هیچ تضادی با نابینا بودنش ندارد.
با این حال بنابر کشفیات اخیر انجام شده، سعید نفیسی با صراحت نابینا بودن رودکی را رد می‌کند.  از آنجایی که خود وی در هیچ‌کجای اشعار باقی‌مانده‌اش اشاره‌ای به کوری خود نمی‌کند و تذکره‌نویسانی که مدعی کور بودن مادرزادی وی هستند بیتی از خود رودکی دربارهٔ کور بودنش ذکر نکردند این احتمال وجود دارد که در سال‌های پایانی عمرش مثلاً در زمان سرودن کلیله و دمنه (که امروزه اثری از آن نیست) کور بوده باشد که این جدای از تطابق با گزارش فردوسی از نظم کلیله دمنه، با یافته‌های محققان و تصویرسازی‌های موجود در تشبیهات شاعر نیز همخوانی دارد.

## ماجرای نبش قبر
در سال ۱۹۴۰ یعنی هزار سال پس از مرگ رودکی، صدرالدین عینی، بنیان‌گذار ادبیات فارسی تاجیکی برآن شد که از شواهد موجود در «تاریخ سمرقند» گور وی را بیابد. سرانجام پس از تلاش‌های بسیار وی موفق شد گور وی را چنان‌که در تمامی تذکره‌ها آمده در یک گورستان قدیمی در بنجرود شناسایی نماید. در سال ۱۹۶۵، گروهی باستان‌شناس روسی به رهبری گراسیموف- پیکرتراش نامی روس- گور وی را شکافتند. پس از تحقیقاتی که بر پیکر وی انجام شد و با مبنا قرار دادن اشعار خود شاعر چهرهٔ وی را ترسیم نمودند. نتیجهٔ پژوهش‌ها این شد که کسی چشمان شاعر را درنیاورده است بلکه سر وی را روی آتش یا زغال گداخته گرفته‌اند که موجب سوختن و کوری چشم وی گشته است. همچنین شکستگی‌های متعدد در ستون مهره‌ها و دنده‌های وی از شکنجه شدنش پیش از مرگ حکایت می‌کند.

## رودکی در ادبیات فارسی
رودکی را پدر ادبیات فارسی دانسته‌اند. پیش از وی شعر فارسی سروده می‌شد اما کیفیت اشعار رودکی آغازگر راه پیشرفت ادبیات فارسی بود. ریچارد فرای عقیده دارد که رودکی در تغییر خط از خط پهلوی به خط فارسی نقش داشته است. در تذکره‌ها و کتب پارسی اشعار وی بارها ذکر شده است که همین‌ها اساس جمع‌آوری دیوان وی بودند. اشعار او بارها توسط شاعران ایرانی مورد استقبال قرار گرفت و بارها در تضمین‌ها از آن‌ها استفاده شد. وی در میان شاعران فارسی بسیار مورد ارج و احترام بوده و کمتر کسی زبان به نکوهش وی گشوده است. او شعر فارسی را از پیروی از شعر عربی جدا کرد و اوزان و قالب‌های جدید فارسی به‌وجود آورد و با ترجمهٔ منظومه‌های مختلف و سرایش اشعار حکیمانه و تعلیمی و نیز تغزلات و مدیحه راه را برای پیشرفت شعر فارسی به خوبی گشود.

### یادکرد رودکی درشاهنامه فردوسی
فردوسی از رودکی در شاهنامه به خوبی یاد می‌کند. به شعر درآوردن کلیله و دمنه را به‌وسیله رودکی یادآور می‌شود. فردوسی اثر رودکی را دُرِ آگنده می‌خواند. سرگذشت کلیله و دمنه را فردوسی چنین شرح می‌دهد.
| نبیسنده از کِلک چون خامه کرد |  | ز برزوی یک در سرنامه کرد     |
| نبشتند بر نامهٔ خسروی        |  | نبود آن زمان خط جز از پهلوی  |
| ...                         |  | ...                          |
| کلیله به تازی شد از پهلوی   |  | برین‌سان که اکنون همی‌بشنوی    |
| به تازی همی‌بود تا گاه نصر   |  | بدآنگه که شد در جهان شاه نصر |
| گرانمایه بوالفضل دستور اوی  |  | که اندر سخن بود گنجور اوی    |
| بفرمود تا پارسی و دری       |  | نبشتند و کوتاه شد داوری      |
| وزآن پس چو پیوسته رای آمدش  |  | به دانش خرد رهنمای آمدش      |
| همی‌خواست تا آشکار و نهان    |  | ازو یادگاری بود درجهان       |
| گزارنده را پیش بنشاندند     |  | همه نامه بر رودکی خواندند    |
| بپیوست گویا پراگنده را      |  | بِسُفت اینچنین در آگنده را     |

### رودکی در سایر آثار
از کسانی که از سروده‌های رودکی در اشعار خود تضمین آورده‌اند می‌توان به غضایری رازی، عثمان مختاری، سوزنی سمرقندی، فرخی سیستانی، معزی نیشابوری، خاقانی شروانی، ابوسعید ابوالخیر، مولانا جلال الدین بلخی و حافظ اشاره نمود.
در مورد غزلیات وی که نخستین نمونه دردست غزل فارسی است عنصری بلخی می‌گوید:
| غزل رودکی وار نیکو بود |  | غزل‌های من رودکی وار نیست |

مولوی نیز در بسیاری موارد از اشعار رودکی استقبال کرده است؛ که مهم‌ترین آن‌ها شعری ست که مولوی در مرثیهٔ سنایی سروده است که تقلیدی مستقیم از سروده‌ای از رودکی به این مطلع است: { مرد همانا که مرادی بمرد/مرگ چنان خواجه نه کاریست خرد}
مولوی در مرثیه‌ای درباب مرگ سنایی غزنوی این‌گونه آورده است:
| گفت کسی خواجه سنایی بمرد |  | مرگ چنین خواجه نه کاری ست خرد |

در جایی دیگر مولوی یکی دیگر از تنها چند واژهٔ متن اصلی رودکی را تغییر داده است که نشان از علاقهٔ وی به اشعار رودکی دارد. رودکی در غزلی این‌گونه می‌سراید:
| هرباد که از سوی بخارا به من آید     |  | با بوی گل و مشگ و نسیم و سمن آید |
| بر هر زن و هر مرد کجا بر وزد آن باد |  | گویی مگر آن باد همی از ختن آید   |
| نی نی ز ختن باد چنان خوش نوزد هیچ   |  | کان باد همی از بر معشوق من آید   |
| هر شب نگرانم به یمن تا تو برآیی     |  | زیرا که سهیلی و سهیل از یمن آید  |

مولوی در استقبال از غزل بالایی رودکی این‌گونه سروده است:
| هرباد که از سوی بخارا به من آید     |  | با بوی گل و مشگ و نسیم و سمن آید |
| بر هر زن و هر مرد که آن بوی اثر کرد |  | گویند که آن بوی همه از ختن آید   |
| نی نی ز ختن چشمهٔ خوش می‌ندهد بوی     |  | این بوی همی از بر معشوق من آید   |
| هر شب نگرانم ز یمن تا تو برآیی      |  | زیرا که سهیلی و سهیل از یمن آید  |

بی‌شک معروف‌ترین شعر و سرودهٔ رودکی که در ادب فارسی سخت نیکو افتاده باشد همان غزلی ست که در بازگرداندن امیر نصر سامانی به بخارا سروده شده است. با مطلع
| بوی جوی مولیان آید همی |  | یاد یار مهربان آید همی |

مولوی در تقلید از آن این‌گونه سروده است:
| بوی باغ و گلستان آید همی |  | بوی یار مهربان آید همی   |
| از نثار گوهر یارم مرا    |  | آب دریا تا میان آید همی  |
| با خیال گلستانش خارزار   |  | نرم تر از پرنیان آید همی |

رودکی در شعر و اندیشهٔ حافظ کاملاً تأثیرگذار نشان می‌دهد و جدای از تضمین حافظ از شعر رودکی سبک شاعری و اندیشه‌های شاعرانهٔ رودکی نیز در شعر حافظ به وفور دیده می‌شود. از همین غزل فوق خواجه حافظ شیرازی غزل‌سرای بزرگ سدهٔ هشتم در استقبال از مهاجمی که احتمالاً امیرتیمور است این‌گونه شعر رودکی را یادآوری کرده و دیگران را به غازی مهاجم فرا می‌خواند:
| خیز تا خاطر بدان ترک سمرقندی دهیم |  | کز نسیمش بوی جوی مولیان آید همی |

### ابوالفضل بلعمی و رودکی
رودکی و ابوالفضل بلعمی به یکدیگر علاقهٔ بسیار داشته‌اند، چنان‌که ابوالفضل بلعمی گفته است «در عرب و عجم، رودکی را نظیری نیست». در مقابل رودکی نیز بلعمی بزرگ را مدح بسیار گفته است و صله دریافت می‌کرده است.
گویا این بیت را رودکی در مدح خواجه بلعمی گفته است:
| چه فضل میرابوالفضل بر همه ملکان |  | چه فضل گوهر و یاقوت بر نبهره پشیز |

## آیین بزرگداشت رودکی و جایگاه جهانی
به عنوان پدر شعر کلاسیک فارسی رودکی از جایگاه ممتازی در جهان برخوردار است. اشعار غنایی و تعلیمی وی راه را بر بزرگان زیادی بازکرده است و از این رو همواره آیین‌های پاسداشت مختلفی برای این شاعر پارسی‌زبان برگزار می‌شود. در یکی از این آیین‌ها که در سال ۲۰۰۸ به میزبانی سازمان ملل متحد برگزار شد بان کی مون دبیرکل سازمان ملل متحد دربارهٔ شاعری رودکی در حضور جمع کثیری از سرشناسان علمی فرهنگی جهان، نمایندگان یونسکو و سفیران کشورهای مختلف گفت: «اشعار رودکی می‌تواند مبنای اتحاد جهانی قرار بگیرد چرا که رودکی شاعر خوبی‌ها و عدالت بود». یونسکو هرساله از کشورهای عضو خود درخواست می‌کند تا در هر مناسبتی نام بزرگان فرهنگ و ادب خود را ارائه دهند تا جهت بزرگداشت و برگزاری کنگره‌های مربوط اقدام به عمل آید. همچنین در آذر ماه سال ۱۳۸۷ هجری شمسی، سازمان میراث فرهنگی گردشگری و صنایع دستی با همکاری بنیاد فرهنگی رودکی و یونسکو، آیین بزرگداشتی برای رودکی در تهران با حضور شرکت‌کنندگان داخلی و خارجی ترتیب داده شد. بیشتر شرکت‌کنندگان خارجی از کشورهای هندوستان، افغانستان، تاجیکستان، فرانسه، ازبکستان، قرقیزستان و قزاقستان بودند. در سال ۱۹۵۵ میلادی دولت جمهوری تاجیکستان به مناسبت هزار و صدمین سالگرد تولد رودکی مراسمی در این زمینه برپا نمود.
از میان بزرگ‌ترین رودکی پژوهان می‌توان به براگینسکی، سیمنوف، صدرالدین عینی، سعید نفیسی، محمدعلی فروغی، محمد شکوروف و ریچارد فرای اشاره نمود.
در ستاره‌شناسی، یکی از دهانه‌های برخوردی سیاره تیر به نام این شاعر فارسی‌زبان دهانه رودکی نامیده شده است.

## میراث و ارزیابی
رودکی به‌عنوان نخستین شاعر برجسته سراینده به زبان فارسی نو شناخته می‌شود. با وجود اینکه پیش از او شاعران دیگری همچون ابوحفص سغدی (وفات ۹۰۲) به زبان فارسی نو سروده بودند، بیشتر آثار آنان از میان رفته است. در ایران، رودکی به‌عنوان «بنیان‌گذار شعر فارسی نو» و در تاجیکستان به‌عنوان «پدر ادبیات تاجیک» شناخته می‌شود؛ طبق نظر ایران‌شناس ریچارد فولتس، این دو لقب متناقض نیستند و جایگاه رودکی در این دو فرهنگ مختلف را نشان می‌دهند. زندگی رودکی در فیلم سرگذشت یک شاعر محصول سال ۱۹۵۷، به نویسندگی ساتم الغ‌زاده به تصویر کشیده شده است. سال بعد، الغ‌زاده نمایشنامه‌ای با عنوان رودکی نوشت که نخستین نمایش زندگی‌نامه‌ای تاجیکی بود.
در سال ۱۹۵۸، هزار و صدسالگی تولد رودکی توسط ایران و جمهوری شوروی سوسیالیستی تاجیکستان جشن گرفته شد. در همین راستا، کنفرانسی با حضور تعدادی از پژوهشگران برجسته ایرانی و تاجیک برگزار شد. در این دوره، محل دفن رودکی در پنج‌رود کشف شد. میخائیل گراسیموف، باستان‌شناس و انسان‌شناس اهل شوروی، بقایای رودکی را کشف و بررسی کرد و از آن برای بازسازی چهرهٔ او در قالب یک مجسمه استفاده کرد. پس از فروپاشی اتحاد جماهیر شوروی، نام رودکی به‌عنوان نمادی برجسته‌تر از هویت تاجیکی مطرح شد و پیوندهای تاجیک‌ها با دیگر مناطق فارسی‌زبان تقویت گردید.
به گفتهٔ نایل گرین، رودکی «آغازگر عصر جدیدی برای ادبیات فارسی» بود. ایران‌شناس فرانسوا دو بلوا معتقد است که رودکی «مشهورترین شاعر فارسی پیش از فردوسی» بوده است. پس از درگذشت رودکی، وی حدود دو قرن همچنان از محبوبیت زیادی برخوردار بود، تا اینکه در دوران مغول، در میان شاعران ماهر آن زمان محبوبیت خود را از دست داد. با این حال، رودکی فراموش نشده بود؛ این مسئله از نسبت دادن نام او به دیوان جعلی رودکی، که دو بلوا آن را «یکی از تقلب‌های مشهور ادبی» می‌نامد، آشکار است. پژوهشگرانی همچون حسن بن لطف‌الله الرازی در قرن ۱۷ و رضاقلی‌خان هدایت در قرن ۱۹ به‌راحتی تشخیص دادند که دیوان جعلی رودکی عمدتاً شامل اشعار قطران تبریزی (وفات پس از ۱۰۸۸) بوده است، در حالی که مابقی، اشعار شناخته‌شدهٔ رودکی بودند که در تذکره‌ها به آن اشاره شده بود. در طول قرن نوزدهم، رودکی همراه با دیگر شاعران کهن خراسانی، دوباره مورد توجه و محبوبیت قرار گرفت.

## نمونه سرودها

### نمونهٔ تعلیمی
| هرکه نامُخت از گذشتِ روزگار   |  | نیز ناموزد ز هیچ آموزگار    |
| تا جهان بود از سرِ مردم فراز |  | کس نبود از رازِ دانش بی‌نیاز  |
| مردمانِ بخْرد اندر هر زمان    |  | رازِ دانش را به هر گونه زبان |
| گرد کردند و گرامی داشتند    |  | تا به سنگ اندر همی‌بنْگاشتند  |
| دانش اندر دل چراغِ روشن است  |  | وز همه بد بر تنِ تو جوشن است |

### نمونهٔ غنایی
| شاد زی با سیاه چشمان شاد     |  | که جهان نیست جز فسانه و باد  |
| ز آمده شادمان بباید بود      |  | وز گذشته نکرد باید یاد       |
| باد و ابر است این جهان افسوس |  | باده پیش آر هرچه بادا باد    |
| من و آن جعد موی غالیه بوی    |  | من و آن ماهروی حور نژاد      |
| نیکبخت آنکه او بداد و بخورد  |  | شوربخت آنکه او نخورد و نداد  |
| شاد بوده ست از این جهان هرگز |  | هیچ‌کس، تا از او تو باشی شاد؟ |
| داد دیده ست از او به هیچ سبب |  | هیچ فرزانه، تا تو بینی داد؟  |

## آرامگاه
به‌دنبال کشفیات صدرالدین عینی آرامگاه او در نیمهٔ قرن بیستم از روی شواهد مندرج در تذکره‌ها و تواریخ نوشته شده از سمرقند پس از مدتی گمگشتگی شناسایی شد؛ و استخوان‌های وی که نشانهٔ کوری هم در آن بود یافته‌های عینی را تثبیت کرد. در پی آن بقعه‌ای شبیه به آرامگاه عطار بر بالای گور وی ساخته شد که هم‌اکنون در روستای بنجرودک یا پنجکنت در ۱۷۰ کیلومتری شمال شهر دوشنبه و در خاک جمهوری تاجیکستان قرار دارد. بقعهٔ آرامگاه رودکی دارای پلانی هشت ضلعی و گنبدی دایره‌ای شکل در بالای آن است. اخیراً به دعوت وزارت فرهنگ تاجیکستان چند تن از استادان کاشی‌کار نیشابور به نمایندگی از سوی سازمان میراث فرهنگی و گردشگری و صنایع دستی استان خراسان رضوی برای مرمت آرامگاه رودکی سمرقندی به تاجیکستان اعزام گشتند. کار گروه ایرانی در این مرمت تنها بازسازی گنبد بقعهٔ رودکی به مساحت یکصد متر مربع به سبک افلاک‌نما، با بهره‌گیری از کاشی فیروزه‌ای بوده است.

## کتاب‌ها دربارهٔ رودکی
- صدرالدین عینی و سمینوف. استاد رودکی (به فارسی و لاتین)، استالین آباد ۱۹۴۰
- رودکی (به زبان روسی) با مقدمهٔ ای.س. براگینسکی، ترجمهٔ درژاوین، استالین آباد ۱۹۵۵.
- م. زند. صاحب قران شاعری استاد رودکی، (به فارسی و خط سیریل)، استالین آباد ۱۹۵۷.
- میرزایف. رودکی و انکشاف غزل در عصرهای ۱۰–۱۵ (به فارسی تاجیکی)، استالین آباد ۱۹۵۷.
- اشعار هم‌عصران رودکی، به فارسی تاجیکی، زیر نظر عبدالغنی میرزایف، استالین آباد ۱۹۵۸.
- عبدالغنی میرزایف. نمونهٔ فولکلور در رودکی، (به فارسی تاجیکی)، استالین آباد ۱۹۵۸.
- احمد اداره چی گیلانی. شاعران هم عصر رودکی، تهران نشر موقوفات افشار، سال ۱۳۷۰.

## مقالات دربارهٔ رودکی
- محمدصادق همایون فرد. کتاب‌شناسی رودکی، مرکز اسناد علمی، تهران ۱۳۶۵.
- حمید زرین کوب. عناصر بدیعی در شعر رودکی، دانشکده ادبیات و علوم انسانی دانشگاه فردوسی مشهد، بهار ۱۳۵۵ - شماره ۴۵
- مجتبی مینوی. برزویه حکیم و رودکی شاعر و نشو و نمای زبان فارسی، دانشکده ادبیات و علوم انسانی دانشگاه فردوسی مشهد، زمستان ۱۳۵۰ - شماره ۲۸
- مجتبی مینوی. داستان کلیله و دمنه رودکی، فرهنگ ایران زمین، ۱۳۳۶ - شماره ۵
- عارف نوشاهی. اشعار نویافته رودکی سمرقندی بر اساس دو متن کهن فارسی، کتاب ماه ادبیات، اسفند ۱۳۸۹ - شماره ۱۶۱
- مجید منصوری. دربارهٔ برخی ابیات منتسب به رودکی سمرقندی، بوستان ادب، پاییز ۱۳۹۰ - شماره ۹
- علی اصغر قهرمانی مقبل. تصحیح شش بیت از رودکی سمرقندی بر اساس نسخه‌های خطی معیارالاشعار، معارف، فروردین و تیر ۱۳۸۸ - شماره ۶۷
- مریم صادقی و سعید بزرگ بیگدلی. پیوند زبان و اندیشه در شعر رودکی، پژوهش‌های زبان و ادبیات فارسی (دانشگاه اصفهان)، تابستان ۱۳۸۸ - شماره ۲
- محمدصادق بصیری. جادوی اندیشه و زبان ادبی رودکی، پژوهش‌های زبان و ادبیات فارسی (دانشگاه اصفهان)، تابستان ۱۳۸۸ - شماره ۲
- حسین آقاحسینی و اسراءالسادات احمدی. بررسی موسیقی شعر رودکی، پژوهش‌های زبان و ادبیات فارسی (دانشگاه اصفهان)، تابستان ۱۳۸۸ - شماره ۲
- محمد دبیر سیاقی. رودکی… آن تیره چشم شاعر روشن بین، نگین، مرداد ۱۳۵۲ - شماره ۹۹
- داوود اسپرهم. موسیقی و خوانش اشعار رودکی، زبان و ادب، بهار ۱۳۸۸ - شماره ۳۹
- امیر دانش زاده. رودکی و فراروان‌شناسی، حافظ، فروردین و اردیبهشت ۱۳۸۸ - شماره ۵۹
- ترحم امیری امرایی. جایگاه غزل در آثار رودکی، کیهان فرهنگی، بهمن و اسفند ۱۳۸۸ - شماره ۲۸۰ و ۲۸۱
- احمد ابو محبوب. رودکی احیاگر فرهنگ و زبان فارسی، کتاب ماه ادبیات، شهریور ۱۳۸۷ - شماره ۱۳۱
- کامل احمدنژاد. نابینایی رودکی و عنصر رنگ در شعر او، کتاب ماه ادبیات، شهریور ۱۳۸۷ - شماره ۱۳۱
- محمدتقی سبک دل. آرایه‌های ادبی و صور خیال در شعر رودکی، کتاب ماه ادبیات، شهریور ۱۳۸۷ - شماره ۱۳۱
- مسعود فرزاد. عروض رودکی، خرد و کوشش، آبان ۱۳۴۹ - شماره ۷
- هاشم محمدی. رودکی «آخرین گوسان تاریخ»، فردوسی، آبان و آذر ۱۳۸۶ - شماره ۵۸ و ۵۹
- سعید نفیسی. چند نکته تازه دربارهٔ رودکی، دانشکده ادبیات و علوم انسانی دانشگاه تهران، سال ششم، فروردین ۱۳۳۸ - شماره ۳ و ۴
- جلال الدین همایی. رودکی و اختراع رباعی، دانشکده ادبیات و علوم انسانی دانشگاه تهران، سال ششم، فروردین ۱۳۳۸ - شماره ۳ و ۴
- هوشنگ محمدی افشار. رودکی، حماسه، اسطوره و آیین‌های ایرانی، مطالعات ایرانی، پاییز ۱۳۸۷ - شماره ۱۴